# Liste der Nummer-eins-Hits in Frankreich (1963)
Diese Liste enthält alle Nummer-eins-Hits in Frankreich im Jahr 1963. Es gab in diesem Jahr 18 Nummer-eins-Singles.
| - Françoise Hardy – J'suis d'accord - 3 Wochen (22. Dezember 1962 – 11. Januar 1963, insgesamt 11 Wochen) - Richard Anthony – J'entends siffler le train - 1 Woche (12. Januar – 18. Januar, insgesamt 19 Wochen; → 1962) - Françoise Hardy – J'suis d'accord - 5 Wochen (19. Januar – 1. März, insgesamt 11 Wochen; → 1962) - Françoise Hardy – Le temps de l'amour (Fort Chabrol) - 1 Woche (2. März – 8. März, insgesamt 3 Wochen) - Françoise Hardy – Tous les garçons et les filles - 1 Woche (9. März – 15. März, insgesamt 2 Wochen) - Françoise Hardy – Le temps de l'amour (Fort Chabrol) - 2 Wochen (16. März – 29. März, insgesamt 3 Wochen) - Sylvie Vartan – Tous les gens - 2 Wochen (30. März – 12. April) - Françoise Hardy – Tous les garçons et les filles - 1 Woche (13. April – 19. April, insgesamt 2 Wochen) - Johnny Hallyday – Les bras en croix - 1 Woche (20. April – 26. April) - Sheila – L'école est finie - 4 Wochen (27. April – 24. Mai, insgesamt 6 Wochen) - The Exciters – Tell him - 2 Wochen (25. Mai – 7. Juni) - Claude François – Marche tout droit - 2 Wochen (8. Juni – 14. Juni) - Ricky Nelson – String along - 2 Wochen (15. Juni – 21. Juni) - Sheila – L'école est finie - 2 Wochen (22. Juni – 5. Juli, insgesamt 6 Wochen) - Claude François – Si tu veux être heureux - 1 Woche (6. Juli – 12. Juli) - Johnny Hallyday – Da dou ron ron - 9 Wochen (13. Juli – 13. September, insgesamt 12 Wochen) - Elvis Presley – (You're The) Devil In Disguise - 1 Woche (14. September – 20. September, insgesamt 2 Wochen) - Johnny Hallyday – Da dou ron ron - 3 Wochen (21. September – 11. Oktober, insgesamt 12 Wochen) - Elvis Presley – (You're The) Devil In Disguise - 1 Woche (12. Oktober – 18. Oktober, insgesamt 2 Wochen) - Johnny Hallyday – Ma guitare - 4 Wochen (19. Oktober – 15. November) - The Kingsmen – Louie, Louie - 1 Woche (16. November – 22. November) - America (aus dem Film "West Side Story") - 3 Wochen (23. November – 13. Dezember, insgesamt 4 Wochen) - Sylvie Vartan – Si je chante - 1 Woche (14. Dezember – 20. Dezember) - America (aus dem Film "West Side Story") - 1 Woche (21. Dezember – 27. Dezember, insgesamt 4 Wochen) - Johnny Hallyday – Pour moi la vie va commencer - 3 Wochen (28. Dezember 1963 – 17. Januar 1964) |